# Paepalanthus callocephalus
Paepalanthus callocephalus är en gräsväxtart som beskrevs av Silveira. Paepalanthus callocephalus ingår i släktet Paepalanthus och familjen Eriocaulaceae. Inga underarter finns listade i Catalogue of Life.